# 団しん也
団 しん也（だん - や、本名：五十貝 勝（いそがい まさる）、1944年〈昭和19年〉4月16日 - ）は、群馬県富岡市出身の芸能人。
歌手、ジャズシンガー、芸人、コメディアン、声帯模写、司会者、俳優、声優などの多彩な顔を持つ。日本屈指のエンターテイナーかつ、本格的なボードビリアンとしてテレビ・舞台・ライブなどで多岐に活躍している。
富岡市ふるさと大使。

## 略歴
- 1962年、高校生の時、素人ものまね番組TBS『歌まね読本』で優勝。
- 1963年、群馬県立富岡高等学校を卒業して上京し、古賀政男の内弟子となる。のち水時富士夫（作曲家）の門下生に。
- 1966年、ポリドール・レコードより『あいつにゃあいつの夢がある』でレコードデビュー。
- 1974年、『日本演芸大賞』の漫談部門で優秀賞。
- 1981年、六本木ジャズライブハウス「バレンタイン」のジャズボーカリストとなる。
- 1992年、東京FM「サントリー・サタデー・ウェイティング・バー」に謎の紳士役（番組進行役）として出演開始（2013年まで）。
- 2007年より、銀座ジャズライブハウス「Swing」に毎月1回出演（2016年まで）。

## 人物
- 古賀の内弟子となったものの、歌手としてすぐにデビューできなかったため、演芸場やキャバレーで漫談やサミー・デイビス・ジュニアがやるようなものまねを披露する。当時としては珍しい洋楽のものまねが受けて、立川談志や毒蝮三太夫が司会を務める日本テレビ『やじうま寄席』に出演するなど人気を博す。
- ステージでは常にタキシードを着用。素晴らしいエンターテイナーたちに対する敬意と憧れに基づくものであり、売れない時期にスナック回りなどをしていた際も、それで通したという。
- 高平哲郎、滝大作、赤塚不二夫らで結成された集団「面白グループ」の中心的メンバー。
- タモリが司会する日本テレビ『今夜は最高!』には頻繁にゲスト出演し、番組終了までの最多出演者となる。またテレビ朝日『徹子の部屋』にも6度出演している。
- 1980年より、フジテレビ『新春オールスターかくし芸大会』には毎年のように出演していた。

## ものまねのレパートリー
- 三波伸介
- 永六輔
- 東八郎
- 三船敏郎
- 東野英治郎
- 田中邦衛
- 渥美清
- 橋幸夫
- 五木ひろし
- 藤山一郎
- 田中角栄
- 野坂昭如
- 柳家金語楼
- 三遊亭圓生
- 古今亭今輔
- ルイ・アームストロング
- フランク・シナトラ
- ナット・キング・コール
- ディーン・マーティン
- ジェリー・ルイス

他、あまり人のやらない外国人のもの真似など、無数にある。
団はその強烈な個性と、確かなモノマネの技術によって第一次ものまねブームを牽引した。他に佐々木つとむ（神奈月の師匠）、はたけんじ、堺すすむとともに元祖ものまね四天王とも呼ばれる。

## 主な音楽作品

### シングル
- 「あいつにゃあいつの夢がある」（1966年、ポリドール、デビュー作）、B面「東京23区」
『日本レコード大賞』新人賞にノミネート。石原裕次郎の1959年8月のシングル『俺らにゃ俺らの夢がある』に着想を受けた作品。
- 「真赤な恋が燃え上る」（1967年、ポリドール）、B面「消しておくれよ夜空の星を」
- 「へんし〜ん体操」（1972年、フィリップス）、B面「ムズムズムンズ」
東京12チャンネル『ちびっこスペシャル』主題曲。A面は「北美奈々、団進也、上高田少年合唱団」、B面は「北美奈々、三波伸介、団進也、上高田少年合唱団」名義。
- 「飛べ!!宇宙のレッドバロン」（1974年、ポリドール）、B面「斗え!レッドバロン」
日本テレビ『スーパーロボット レッドバロン』第27 - 39話主題歌。B面は「団しん也、グリーンピース」名義。
- 「ロック・トンデレラ〜買ってから聴くか!聴いてから買うか!〜」（1978年2月10日、キャニオンレコード）、B面「酔いどれ数え唄」
「団しん也とパロディー・シスターズ」名義でCMパロディを歌った。
- 「キュルルピア」（1978年、キャニオンレコード）、B面「おやすみなさいは一度だけ」
フジテレビ『ママとあそぼう!ピンポンパン』挿入歌。B面は「団しん也、酒井ゆきえ」名義。
- 「ジージョの夢うらら」（1978年、キャニオンレコード）、B面「ジージョのはつこい」
フジテレビ『ママとあそぼう!ピンポンパン』挿入歌。B面は「団しん也、酒井ゆきえ」名義。
- 「夜・・・・酒組」（1980年、キャニオンレコード）、B面「暗・暗・暗」
フジテレビ『火曜ワイドスペシャル』の枠にて放送された『スター作詞作曲グランプリ』から誕生した楽曲。芸能人が作詞・作曲するという企画であり、作詞をタモリ、作曲を小野ヤスシが担当している（B面は番組とは関係しないが、同作詞作曲）。
- 「ホンダラ・スーダラ行進曲」（1990年9月21日、ソニー・ミュージックレコーズ）、B面「雨の再会ブルース」
「団しん也&ザ・マイクハナサーズ」名義でクレージーキャッツのヒット曲10曲を植木等風にメドレー形式で歌った。しかし3ヵ月後に、本家・植木がメドレー「スーダラ伝説」をリリース、話題を奪われる結果となった。B面は内山田洋とクール・ファイブのヒット曲5曲をメドレー形式で歌っている。

### アルバム
- 『Dancin' Yah』（1983年、ビクター音楽産業）ファーストアルバム
滝大作プロデュース作品。
- 『リーセントメモリーズ』（1985年、CBSソニー）芸能生活20周年記念ジャズアルバム
ジャズ評論家野口久光より絶賛の評価を受ける。スイングジャーナル誌の年間人気投票・男性ジャズボーカル部門で第2位を獲得。

### DVD
- 『Dan Shinya 40th Anniversary Live』（2007年、団プロモーション）2枚組DVD

### その他
- 「いいもんだな故郷は」（1999年 - 2001年、明治製菓「カール」CMソング）

## 演劇
- 『12人の怒れる男達』（1983年、石坂浩二演出）

## 映画
- 『下落合焼とりムービー』（1979年、監督山本晋也）野坂風な男役

## 主なテレビ出演

### ドラマ
- 『熱中時代・刑事編』第19話「敵ながら天晴れ！声色サギ」（1979年、日本テレビ） - 仁田音也
- 『風神の門』（1981年、NHK総合）三好清海入道役
- NHK特集『びんぼう一代 ～五代目古今亭志ん生～』(1981年、NHK総合）- 橘家圓蔵（6代目)、後の三遊亭圓生（6代目）役[2]
- 『5年3組魔法組』（1976年 - 1977年、NET→テレビ朝日）- 高牧先生役 ※第1話〜第10話までの出演
- 『噂の刑事トミーとマツ 第5話』（1979年、TBS・大映テレビ） - 中野浩介 役
- 『青春はみだし刑事』（1983年 - 1984年、よみうりテレビ）
- 土曜ワイド劇場（テレビ朝日）
  - 『弁護士・今田一平1 私が家政婦を殺した!』（1985年、朝日放送）
- ドラマ新銀河『欅通りの人びと』（1993年、NHK総合）

### CM
- テレビクイントリックス（松下電器、1977-1979年）タモリと共演
- サッポロ一番 辛口拉麺オロチョン（サンヨー食品、1980年代前半）
- なかやしき（福岡ローカル、1990年代前半）
- メナード 男性化粧品
- ホカロン（ロッテ） あったか劇場
- 企業広告「“誰かを思う時間”篇」（PILOT）2015年[3]

### バラエティ番組
- やじうま寄席（日本テレビ）
- お昼のゴールデンショー（1974年、フジテレビ）
- ひるのプレゼント（1981年・1989年、NHK総合）
- ワイドワイドフジ（1982年、フジテレビ） - 木曜日司会
- おはようテレビ朝日（1984年、テレビ朝日）
- お好み演芸会（1985年、NHK総合） - 演芸コーナー司会
- ふるさとスペシャルステージ（1990年、NHK名古屋）司会
- お茶の間娯楽館・この人この歌（2000年、NHK-BS2）水曜日司会

### その他
- こどもにんぎょう劇場「三びきのやぎのがらがらどん」（トロル）（NHK教育）
- ママとあそぼう!ピンポンパン（フジテレビ、1978年）- トッポ・ジージョの声

## ラジオ
- サントリー・サタデー・ウェイティング・バー（TOKYO FM、1992年 - 2013年）- 謎の男役

## 著書
- 『だん凸かくし芸』 (豆たぬきの本). 広済堂出版, 1981.1